# Maja Miro & Maria Ka
La chanteuse et musicienne Maria Kawska (Maria Ka) et la flutiste classique Maja Miro-Wiśniewska, dont la musique s'oriente vers le psycho-punk-blues- newwave et expérimentale, se sont associées pour faire aboutir plusieurs projets. À ce duo s'est adjoint également récemment la musicienne Maria Graczyk. Toutes trois sont originaires de et installées à Gdańsk.

## Maria Kawska
Dans ses travaux de recherche, Maria Kawska se concentre sur la culture et l'art du Yiddishland, la question de la présence des femmes dans la culture juive de l'entre-deux-guerres et les implications psychologiques, artistiques et historiques de l'Holocauste. Maîtrise en judaïsme (2010) et en psychologie (2011) de l'université Jagellonne. Son mémoire de maîtrise "Les femmes de "l'âge d'or" de la cinématographie juive en Pologne" a reçu une distinction dans un concours des meilleures thèses de maîtrise et de doctorat sur des sujets juifs, organisées par l'Institut d'histoire juive. 
En 2016, elle a participé au long métrage documentaire Who will write our history ? film sur l'historique des archives Ringelblum.
Maria Kawska coopère, entre autres avec le musée POLIN, la fondation Bente Kahan et la nouvelle synagogue de Gdańsk, où elle donne des conférences dans le cadre des ateliers Bejt ouvert - Meir University et de la chanson yiddish. À l'occasion elle organise des ateliers d’initiation de yiddish et des ateliers de chants yiddish. Chanteuse, pianiste, compositrice et auteure de textes, Maria Ka fait référence à la culture juive dans son travail musical et son travail de recherche. Elle s'inspire librement de la musique klezmer et chante en yiddish.

## Maja Miro-Wiśniewska
Maja Miro est une flûtiste spécialisée dans les instruments historiques, improvisatrice. Auteure de projets situant la flûte baroque dans divers contextes contemporains, elle les prépare avec des artistes de divers domaines - danseurs, sculpteurs, cinéastes, acteurs, réalisateurs et autres musiciens. Depuis de nombreuses années, elle compose et interprète de la musique pour films muets. Elle crée des espaces musicaux improvisés, combinant le son de vieilles flûtes avec des sons électroniques. Elle initie la création de nouvelles musiques pour instruments historiques. Ces thèmes furent la base de son doctorat à l'Académie de musique de Gdańsk, pour laquelle elle travaille en tant que conférencière,.  
Maja Miro est cofondatrice et musicienne du groupe d'instruments historiques Silva Rerum arte et présidente de la fondation Silva Rerum. Dans le cadre des activités de la Fondation, elle co-organise des concerts de musique ancienne à Gdańsk, notamment le festival Cappella Angelica, dans la basilique Sainte-Marie.

## Maria Graczyk
Maria Graczyk est instrumentiste des tambours d'Afrique occidentale (djembé, dunumba, sangban, kenkeni, djabare), cofondatrice et membre de InspirJa et du groupe Cocodjembe et Nandaloo,,Maria Graczyk expérimente également les sons mystiques des bols tibétains, des cloches koshi et du tabla.

## Projet: "Musique pour un film yiddish perdu"
Maria Ka et Maja Miro sont conceptrices et réalisatrices du projet « Muzyka do zaginionego filmu jidysz » (Musique pour un film yiddish perdu) présenté sous forme de concert lors de plusieurs festivals depuis 2014. Il s’agit de musicaliser Tkies kaf un film de 1924 qui est une mise à l’écran de célèbres légendes hassidiques, faites de superstitions et mystères surnaturels, sur le caractère inévitable et mystique du destin humain, son obligation d'avoir à honorer les promesses faites aux cieux. C’est l’histoire de deux amis qui font un serment sacré (Tkies Kaf) par lequel leurs enfants sont promis l’un à l’autre. Face aux complications de la vie, la réalisation du serment est sérieusement compromise, mais veille sur son accomplissement, cependant, un personnage mystérieux, mystique gardien de la justice, le gardien des pauvres et des défavorisés - le prophète Elie. Le film perdu de 1924 a été conservé partiellement dans l’œuvre A Vilna Legend de 1933. Le concert complète les parties du film perdu par des thèmes musicaux issus de la riche tradition juive. Pendant le concert sont entendus aussi bien des tonalités expérimentales que des chansons traditionnelles chantées en yiddish. 
Un financement participatif réussi de mai 2016 a permis de faire éditer le disque de ce projet en 2018. Le disque comprend quinze titres.

## Projet: "Szpilki – Questions sur la féminité"
Cette prestation de 2015 pour laquelle Maria Kawska, Maja Miro-Wiśniewska et Maria Graczyk se sont associées est un concert théâtralisé de certaines parties de la vie et du travail de la poétesse juive Zuzanna Ginczanka.« Szpilki » c’est le nom de la revue dans laquelle la poétesse a commencé à publier en 1936 à l’âge de 19 ans et qui a laissé une impressionnante collection de poèmes inspirés par ce qui était alors son expérience de la féminité. Le concert interprète les poèmes musicalement d’une manière contemporaine. Il se compose de trois parties, qui sont une référence symbolique aux trois périodes de la vie Susanna : en accord avec le rythme de la nature du temps passé en Volhynie, séjour et présence dans les salons littéraires masculins de Varsovie, la période de guerre passée à Cracovie. Pendant le concert, des fragments de poésie Ginczanka sont chantés et parlés en polonais aussi bien qu’en yiddish, spécialement traduits pour l’occasion. Leur musique est dans le contexte - libre, sans entrave, moments chamaniques, parfois punk, parfois plus classique, parfois expérimentale. À l’image de ce qu’a été la vie - tour à tour dur et en douceur – de celle qui a été fusillé par les Allemands en prison à Cracovie fin 1944.

## Projet: "Tomaszów Mazowiecki - Palimpseste"
Maria Ka et Maja Miro participent depuis 2016 à un projet plus large consacré à Tomaszów Mazowiecki, souvenir d’une ville multiculturelle, « Palimpseste ». Les deux artistes créent les parties musicales des audioguides des promenades artistique et industrielle dans cette ville. Maria Ka participe en tant que récitante, au clavier, au boucleur vocal et Maja Miro à la flûte traversière, au futujara et au looper.